# (160147) 2001 KN76
(160147) 2001 KN76 est un objet transneptunien faisant partie des cubewanos.

## Caractéristiques
(160147) 2001 KN76 mesure environ 150 km de diamètre.

## Orbite
L'orbite de (160147) 2001 KN76 possède un demi-grand axe de 43,546 ua et une période orbitale d'environ 287 ans. Son périhélie l'amène à 39,82 ua du Soleil et son aphélie l'en éloigne de 47,272 ua. Il est proche d'une résonance 4:7 avec Neptune[réf. nécessaire], mais celle-ci n'est pas certaine.

## Découverte
(160147) 2001 KN76 a été découvert le 22 mai 2001.